# Championnats d'Europe de beach tennis 2015
Navigation
Édition précédente Édition suivante
Les championnats d'Europe de beach tennis 2015, huitième édition des championnats d'Europe de beach tennis, ont lieu du 22 au 24 octobre 2015 à Eilat, en Israël.